# تپه ملک‌آباد
تپه ملک‌آباد مربوط به دوران پیش از تاریخ ایران باستان تا دوران‌های تاریخی پس از اسلام است و در ۳۰ کیلومتری شمال شرقی خرم‌آباد و۲ کیلومتری جاده اصلی (بخش زاغه) واقع شده و این اثر در تاریخ ۱۶ آبان ۱۳۷۹ با شمارهٔ ثبت ۲۸۱۸ به‌عنوان یکی از آثار ملی ایران به ثبت رسیده است.